# سرادق

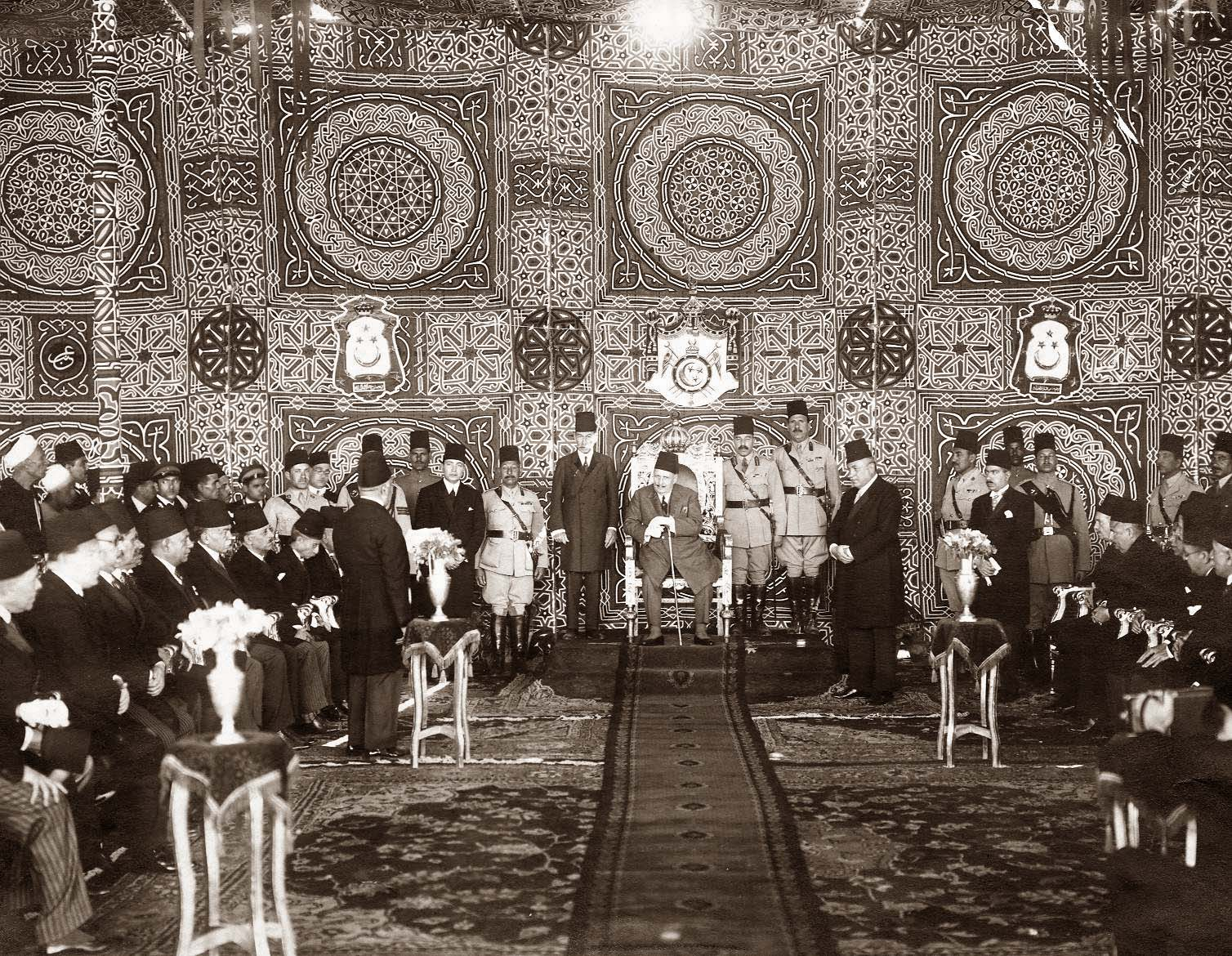
سرادق فاروق الأول أثناء زيارته مغازل المحلة الكبرى

السُرادق في الأصل هي كل ما أحاط بالبناء، ويقصد بها اصطلاحا خيمة كبرى أو مبنى مؤقت، تنصب لاستضافة حدث معين، أو مبنى بسيط منفصل عن مبنى رئيسي مخصص للترفيه.